# Gustavsborg, Korsholm
Gustavsborg är en ö i Finland.   Den ligger i den ekonomiska regionen Vasa och landskapet Österbotten, i den västra delen av landet, 400 km nordväst om huvudstaden Helsingfors.